# Prix Paul VI
Pour les articles homonymes, voir Paul VI (homonymie).
Le Prix Paul VI a été créé en 1979 en souvenir du pape Paul VI par l'Institut Paul VI à Brescia (Lombardie, Italie), sa ville natale.
Ce prix est attribué aux personnes ou aux institutions "qui, avec leurs études et leurs œuvres, ont contribué à la croissance du sens religieux dans le monde. Le prix entend conjuguer la dimension religieuse avec celle culturelle, en cohérence avec la mémoire de Paul VI, qui a profondément senti les inquiétudes et les espérances de l'homme contemporain en s'efforçant d'en connaître et d'en comprendre les expériences pour les conduire à la lumière du message chrétien"

## Lauréats
1984: Hans Urs von Balthasar, théologien catholique suisse ;
1988: Olivier Messiaen, compositeur français ;
1994: Oscar Cullmann, théologien luthérien français ;
1997: Jean Vanier, canadien, catholique, fondateur des Communautés de l'Arche et de l'association "Foi et lumière" ;
2003: Paul Ricœur, philosophe protestant, penseur dont le parcours a été marqué par le dialogue et l'engagement œcuménique ;
2004: Casimir Swiatek, cardinal de Minsk (Biélorussie), 90 ans, dont 10 passés au goulag.
2009: Sources chrétiennes, institut français d'édition et de traduction de textes patristiques
2013: Joseph Coutts, archevêque de Karachi